# Hurbanovo
Hurbanovo (mađarski: Ógyalla, njemački: Altdala ) je grad u Nitranskom kraju u jugozapadnoj Slovačkoj. Grad upravno pripada Okrugu Komárno. Grad je do 1948. godine nosio naziv Stará Ďala.

## Zemljopis
Grad se nalazi na nadmorskoj visini od 115 metara, a obuhvaća površinu od 59,943 km². Hurbanovo se smjestio u Podunavskoj nizini, a nalazi se na lijevoj obali rijeke Žitave.

## Povijest
Naselje se prvi puta spominje 1329. godine.
Do 1948. godine Hurbanovo je nosilo naziv Stará Ďala (mađarski: Ó Gyalla, Ógyalla), po obitelji Ďalajovcov (Gyallay), a današnje ime nosi po slovačkome piscu Jozefu Miloslavu Hurbanu.

## Stanovništvo
| Godina:     | 1993. | 2003.   | 2013.   | 2023.   |
| ----------- | ----- | ------- | ------- | ------- |
| Broj ljudi: | 7853  | 8055    | 7656    | 7222    |
| Razlika:    |       | +2,57 % | -4,95 % | -5,66 % |

| Godina:     | 2022. | 2023.   |
| ----------- | ----- | ------- |
| Broj ljudi: | 7314  | 7222    |
| Razlika:    |       | -1,25 % |

Prema popisu stanovništva iz 2001. godine grad je imao 8.153 stanovnika.

### Etnički sastav
- Mađari - 50,2%
- Slovaci - 45,5%
- Romi - 3,7%

## Vanjske poveznice
- Službena stranica grada

### Ostali projekti
|  | Zajednički poslužitelj ima još gradiva o temi Hurbanovo |